# Jüdische Gemeinde Maizières-lès-Vic
Eine Jüdische Gemeinde in Maizières-lès-Vic, einer französischen Gemeinde im Département Moselle in Lothringen, bestand seit dem 18. Jahrhundert.

## Geschichte
Bereits vor der Französischen Revolution waren jüdische Familien im Ort ansässig, denn dieser lag an einer wichtigen Heerstraße zwischen Metz und Straßburg. Die Juden versorgten als Händler die französische Armee mit Pferden und Viehfutter. 1808 gab es 25 jüdische Bewohner im Ort und 1840 waren es bereits 83. Nach 1871 sank ihre Zahl, wie in den meisten ländlichen Gebieten, durch Abwanderung in die benachbarten Städte.

## Synagoge

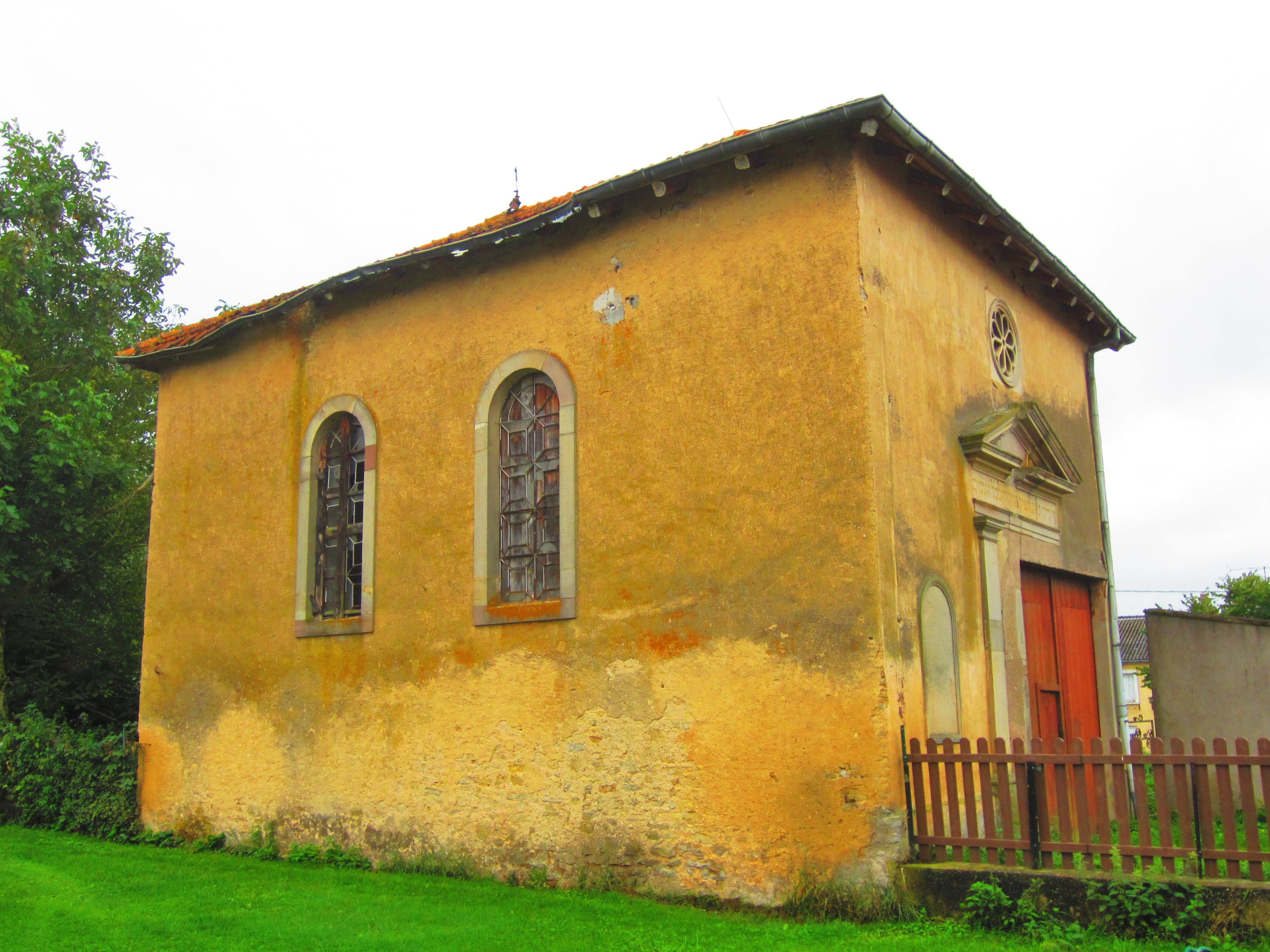
Synagoge in Maizières-lès-Vic

Die Synagoge wurde nach den Plänen des Architekten aus Sarrebourg Ferdinand Boudot (1816–1889) erbaut, der auch 1857 die Synagoge von Phalsbourg (deutsch Pfalzburg) errichtete. Die Bauzeit, zwischen 1868 und 1872, fiel bereits in eine Zeit als die ländliche jüdische Gemeinde an Mitgliederzahl verlor. Das israelitische Consistoire Nancy war der offizielle Bauherr und die Finanzierung wurde mit Zuschüssen der politischen Gemeinde und des Staates gesichert. Bereits 1890 musste die Synagoge geschlossen werden, da keine jüdische Gemeinde mehr im Ort existierte. Schließlich wurde die Synagoge 1911 verkauft und wird seitdem als Speicher genutzt. Ab 1871 gehörte die jüdische Gemeinde zum israelitischen Konsistorialbezirk Metz.